# حافظه دسترسی تصادفی موازی
ماشین دسترسی تصادفی موازی (PRAM) یک ماشین انتزاعی با حافظه اشتراکی است که توسط طراحان الگوریتم برای ارزیابی کارایی یا پیچیدگی الگوریتم مورد استفاده قرار می‌گیرد. PRAM موضوعاتی مانند همگامی و ارتباطات را نادیده می‌گیرد و به هر تعداد پردازنده (وابسته به حجم مسئله) در اختیار قرار می‌دهد. پیچیدگی الگوریتم برای مثال با (زمان x تعداد پردازنده)O محاسبه می‌شود.